# Identitetsloven
 Der er for få eller ingen kildehenvisninger i denne artikel, hvilket er et problem. Du kan hjælpe ved at angive troværdige kilder til de påstande, som fremføres i artiklen.

Identitetsloven, identitetsprincippet eller de uskelnelige størrelsers identitet er et logisk princip, som påpeger, at objekter ikke kan være numerisk forskellige på samme tid med at dele identiske kerneegenskaber.
Med andre ord påpeger princippet, at selv-identiske objekter må være uadskillelige fra dem selv. De må, så længe man opfatter dem som værende individuelle objekter, være dem selv uden også at være adskilte fra dem selv.
Identitetsloven er et af de tre klassiske grundprincipper inden for logikken. De to andre er henholdsvis den udelukkede midte og kontradiktionsprincippet.
Traditionelt set anses Gottfried Wilhelm Leibniz for at være den første der formulerede identitetsloven. Dette skete i Diskurs om Metafysik, der er en afhandling, hvor Leibnitz formulerer sine tanker om forudsætningerne for det værende.
Identitetsloven er tæt forbundet med et andet princip, som Leibniz formulerede i samme værk, kaldt 'Leibniz' lov' eller 'de identiske størrelsers uskelnelighed'. Dette princip påpeger omvendt, at objekter, der både fremstår numerisk forskellige og på samme tid har identiske kerneegenskaber, må være en og samme ting.
For at forstå hvad der menes med dette, så kan man se på Superman og Klark Kent (Supermans alter ego): Der er en numerisk forskel på de to, men begge har identiske kerneegenskaber og er, som et resultat af dette, én og samme person.
En opsummeret forskel på de to principper kan ses på denne måde:
- Identitetsloven hævder, at numerisk forskellighed indbefatter kvalitativ forskellighed.
- Leibniz' lov hævder, at kvalitativ forskellighed indbefatter numerisk forskellighed.